# Onthophagus isikdagensis
Onthophagus isikdagensis là một loài bọ cánh cứng trong họ Bọ hung (Scarabaeidae).